# Pilade Canuti
Pilade Canuti (Marmirolo, 14 maggio 1938 – Marmirolo, 9 ottobre 2011) è stato un calciatore italiano, di ruolo centrocampista.

## Carriera
Emerge dai dilettanti del Marmirolo, approdando alla Cremonese in Serie C. Dopo un anno al Vittorio Veneto nella stessa categoria, passa al Messina in Serie B, con cui ottiene la promozione in Serie A.
Al termine del biennio con i siciliani passa al Potenza nel campionato cadetto, per ritornare nella massima serie con il passaggio all'Atalanta nell'estate del 1965; con la squadra bergamasca scende in campo in 14 occasioni, senza segnare alcuna rete.
Disputa quindi una stagione al Verona, per poi ritornare al Messina l'anno successivo, seguito da un altro ritorno, questa volta a Verona.
Conclude la carriera nel Mantova, in Serie B.
Alla memoria di Pilade Canuti è intitolato lo stadio comunale di Marmirolo.

## Palmarès

### Club

#### Competizioni nazionali
- Serie B: 1

Messina: 1962-1963